# Dénes József (zenész)
Dénes József "Dönci" (1957. március 15. – 2008. július 15.) magyar zenész, gitáros, zeneszerző. A budapesti underground jellegzetes alakja.

## Zenekarai
Az Európa Kiadó zenekarban kezdte zenei pályafutását. A Kulich Gyula téri próbahelyen ismerkedett meg a zenekarral (ennek részleteiről a Menyhárt Jenővel készült interjúkötetben, az Amerika Kiadóban lehet olvasni). Menyhárt Jenő, a zenekar vezetője 1981-ben meghívta az akkor alakult Európa Kiadóba, ahol 1987-ig játszott. Ezzel párhuzamosan játszott a Balatonban, melynek tagsága akkoriban erős átfedésben volt az Európa Kiadóéval. 
1987-ben a Hit Gyülekezetének tagja lett, majd 1993-ig abban az Ámen zenekarban gitározott, amelyet az 1987-ben felbomlott Neurotic frontembere, a szintén a Hit Gyülekezetébe lépett Pajor Tamás alakított. Szerzőként és gitárosként Folk Ivánnal is több kazettát készített a gyülekezetben, majd Élő Kövek néven zenekart alapított. Utóbbival két kazettaalbumot készített, melynek zenéjét ő szerezte, szövegírója Pajor Tamás. Korábbi problémái visszatértek, és eltávozott a gyülekezetből.
Játszott Kamondy Imre zenekarában (Vad Chanson), valamint a Vidámparkban is. Néhány Neurotic-szám zenéjét szintén ő szerezte. A 90-es évek végétől egy ideig ismét a Balaton zenekar tagja volt, majd a Legát Tibor által alakított Lidérc nevű együttesben játszott a kezdetektől egészen 2008 februárjáig.

## Egyéb zenei munkái
Szerzett vonósnégyeseket a Balatonnak. 2002-ben zeneszerzőként közreműködött a Várszegi Tibor rendezte Hírnökök című előadás létrehozásában (bemutató: 2002. február), majd Oláh Lehel 2003-as Dixi-filmjének szereplője volt.
Első és egyetlen lemeze, amely Dixinek állít emléket egyfajta szellemidézés formájában, 2006-ban jelent meg Dönci Project címen.
Ugyancsak 2006-ra elkészült visszaemlékezése, amely sokáig csak kéziratos formában létezett, 2016-ban jelent meg nyomtatásban.
2004/2005-ben az Európai Unióhoz csatlakozás alkalmából rendezett EK-koncertsorozat meghívott fellépője volt. Dénes József (Dönci) zenekarának Petőfi Csarnok-beli koncertjén lépett utoljára színpadra Dixi (Gémes János), 2001 szilveszterén.
Nagyon sokat koncertezett Fekete Jenővel (és Bacsek Istvánnal), akikkel blues-slágereket játszottak klubokban, borozókban.
Közvetlenül halála előtt Villon-verseket szeretett volna megzenésíteni.

## Halála
Évek óta cukorbeteg volt, halálát szívinfarktus okozta. Négy gyermeket hagyott maga után.

## Könyve
- Dénes József: Szökésben. Dönci visszaemlékezései; sajtó alá rend. Vass Norbert; Jaffa, Bp., 2016